# Proteuxoa tibiata
Espèce
Proteuxoa tibiata est une espèce de lépidoptères nocturnes de la famille des Noctuidae.
On la trouve en Australie, y compris en Tasmanie.